# Малая Морская улица
Ма́лая Морска́я у́лица — улица в Центральном и Адмиралтейском районах Санкт-Петербурга. Проходит от Невского проспекта до Исаакиевской площади. Далее продолжается Почтамтской улицей.
До революции 1917 года — одна из главных фешенебельных улиц Петербурга.

## История названия
Наименование Малая Морская улица известно с 1731 года, дано по находящейся здесь Малой Морской слободе, в которой жили служители Морского ведомства в чине офицеров. 20 апреля 1738 года присвоено имя Большая Луговая улица, так как находилась на краю Адмиралтейского Луга. Параллельно существовали названия Большая Луговая линия, Луговая Адмиралтейская улица, Луговая улица против Адмиралтейства, Новая Исаакиевская улица (включая теперешнюю улицу Якубовича), Новоисаакиевская улица, Исаакиевская улица, Морская Исаакиевская улица. К 1820-м годам все названия вытеснил современный вариант Малая Морская улица.
10 июля 1902 года переименована в улицу Гоголя, в честь русского писателя Н. В. Гоголя, жившего в 1833-36 годах в доме № 17 по этой улице, в связи с 50-летием его смерти. Прежнее название Малая Морская улица возвращено 7 июля 1993 года.

## История
Улица появилась как граница эспланады Адмиралтейства — обширный луг для обзора местности обстрела в случае внезапного нападения противника. Это место было расчищено и застроено в начале XVIII века. Севернее улицы простиралось незастроенное пространство для обороны верфи в случае нападения неприятеля.
Сразу же после создания улицы она стала густонаселённой — здесь селились работники Адмиралтейства, моряки и в меньшей степени те, кто был связан со дворцовым комплексом. Здесь жили представители среднего класса; более обеспеченные граждане селились в районе Миллионной улицы. Улица была застроена деревянными одноэтажными домиками и мазанками с палисадниками.
В XVIII веке улица была в центре общественной жизни столицы. В 1770 году в доме № 17 открылся Английский клуб, а в 1772 году — первое Музыкальное общество. В 1909—1931 годах в доме № 17 находилось Общество художников имени А. И. Куинджи.
В XIX веке в доме № 19 находилось первое в России фотоателье Вильяма Каррика.
21 октября 1936 года с улицы Гоголя отправился первый ленинградский троллейбус. По маршруту: «Красная площадь (ныне площадь Александра Невского) — проспект 25 Октября (ныне Невский проспект) — улица Гоголя (ныне Малая Морская улица) — бульвар Профсоюзов (ныне Конногвардейский бульвар) — площадь Труда» прошёл выпущенный на Ярославском автозаводе троллейбус модели ЯТБ-1.
В 1987—1997 годах в подвале дома № 16 располагался театр «Приют Комедианта».
На углу Малой Морской улицы и Кирпичного переулка 28 декабря 2011 года был открыт наземный вестибюль станции метро «Адмиралтейская».

## Известные личности
- Дудинская Н. М. жила в доме № 2 с 1944 года, в квартире в которой ранее проживал Вавилов Н. И. На доме 26 марта 2004 года установлена мемориальная доска.
- Вавилов Н. И. жил в доме № 2 до ареста в 1940 году. На доме установлена мемориальная доска.
- П. А. Кропоткин жил на Малой Морской улице до ареста 21 марта 1874 года.
- Н. В. Гоголь жил во дворовом флигеле дома Лепена (№ 17) с лета 1833 по лето 1836 года.
- И. С. Тургенев снимал квартиру в доме № 2 в 1880 и в 1881 годах.
- П. И. Чайковский жил в гостинице «Гранд-отель» в доме № 18 и скончался 6 ноября (25 октября) 1893 года в доме № 13 в квартире своего брата Модеста от холеры «неожиданно и безвременно»[4].
- Н. П. Голицына — прототип главной героини повести А. С. Пушкина «Пиковая дама» — особняк на Малой Морской, дом 10.

## Примечательные здания и сооружения
| Список объектов                                              | Список объектов                                                               | Список объектов    | Список объектов | Список объектов | Список объектов                 |
| Номер дома                                                   | Описание                                                                      | Архитектор         | Постройка       | Иллюстрация     | Координаты                      |
| ------------------------------------------------------------ | ----------------------------------------------------------------------------- | ------------------ | --------------- | --------------- | ------------------------------- |
| Невский проспект                                             |                                                                               |                    |                 |                 |                                 |
| № 1 / Невский проспект, д. № 7—9                             | Доходный дом и торговый банк М. И. Вавельберга                                | М. М. Перетяткович | 1910—1912       |                 | 59°56′11″ с. ш. 30°18′51″ в. д. |
| № 2 / Невский проспект, д. № 11 / Кирпичный переулок, д. № 2 | Доходный дом А. И. Трейберга. Включен в реестр объектов культурного наследия. | Л. Н. Бенуа        | 1898—1900       |                 | 59°56′11″ с. ш. 30°18′56″ в. д. |
| Кирпичный переулок                                           |                                                                               |                    |                 |                 |                                 |
| № 4                                                          | Станция метро «Адмиралтейская»                                                |                    |                 |                 | 59°56′10″ с. ш. 30°18′54″ в. д. |
| № 6                                                          | Особняк П. А. Гамбса. Консульство Турции                                      | Г. Э. Боссе        | 1853—1854       |                 | 59°56′09″ с. ш. 30°18′51″ в. д. |
| № 7                                                          | Доходный дом                                                                  | Н. И. Иванов       | 1911—1912       |                 | 59°56′10″ с. ш. 30°18′47″ в. д. |
| № 10 / Гороховая улица, д. № 10                              | Дом княгини Натальи Петровны Голицыной                                        | А. А. Тон          | 1839—1840       |                 | 59°56′07″ с. ш. 30°18′49″ в. д. |
| № 11                                                         | Здание фирмы москательных товаров «Штоль и Шмит»                              | В. А. Шрётер       | 1880—1881       |                 | 59°56′08″ с. ш. 30°18′45″ в. д. |
| Гороховая улица                                              |                                                                               |                    |                 |                 |                                 |
| № 12 / Гороховая улица, д. № 9                               | Доходный дом Н. П. Жеребцовой                                                 | И. А. Монигетти    | 1852—1854       |                 | 59°56′05″ с. ш. 30°18′42″ в. д. |
| № 14                                                         | Торговый дом братьев Шталь. «Петро Палас Отель»                               | И. Ф. Шлуп         | 1899            |                 | 59°56′04″ с. ш. 30°18′41″ в. д. |
| № 17                                                         | Дом Кюзеля — Дом Лепена                                                       |                    | 1730-е годы     |                 | 59°56′06″ с. ш. 30°18′38″ в. д. |
| Вознесенский проспект                                        |                                                                               |                    |                 |                 |                                 |
| Исаакиевская площадь                                         |                                                                               |                    |                 |                 |                                 |